# Aleksandar Vasiljević
Aleksandar Vasiljević (in serbo Александар Васиљевић?; Zemun, 29 agosto 2001) è un calciatore serbo, difensore dell'Ajman.

## Caratteristiche tecniche
È una difensore centrale.

## Carriera
Cresciuto nel settore giovanile dello Zemun, debutta in prima squadra il 2 agosto 2019 in occasione dell'incontro di Prva Liga Srbija perso 1-0 contro il Metalac; al termine della stagione viene acquistato dal Metalac, neopromosso in Superliga.

## Statistiche
Statistiche aggiornate al 27 febbraio 2021.

### Presenze e reti nei club
| Stagione        | Squadra         | Campionato      | Campionato | Campionato | Coppe nazionali | Coppe nazionali | Coppe nazionali | Coppe continentali | Coppe continentali | Coppe continentali | Altre coppe | Altre coppe | Altre coppe | Totale | Totale | Totale |
| Stagione        | Squadra         | Comp            | Pres       | Reti       | Comp            | Pres            | Reti            | Comp               | Pres               | Reti               | Comp        | Pres        | Reti        | Pres   | Reti   |        |
| --------------- | --------------- | --------------- | ---------- | ---------- | --------------- | --------------- | --------------- | ------------------ | ------------------ | ------------------ | ----------- | ----------- | ----------- | ------ | ------ | ------ |
| 2019-2020       | Zemun           | SL              | 27         | 1          | CS              | 0               | 0               |                    | -                  | -                  |             | -           | -           | 27     | 1      |        |
| 2020-2021       | Metalac         | SL              | 25         | 2          | CS              | 2               | 0               |                    | -                  | -                  |             | -           | -           | 27     | 2      |        |
| Totale carriera | Totale carriera | Totale carriera | 52         | 3          |                 | 2               | 0               |                    | -                  | -                  |             | -           | -           | 54     | 3      |        |

## Palmares

### Club

#### Competizioni nazionali
- UAE Arabian Gulf League: 1

Al Wasl: 2023-2024
- Coppa del Presidente degli Emirati Arabi Uniti: 1

Al Wasl: 2023-2024